# Ministre de la Gestion des urgences et de la Résilience des communautés
Le ministre de la Gestion des urgences et de la Résilience des communautés (en anglais : Minister of Emergency Management and Community Resilience) est un ministère de la Couronne du cabinet du Canada, chargé de la coordination de la gestion des urgences au Canada, incluant les urgences de santé publique.
Le poste, précédemment nommé ministre de la Protection civile, a souvent été combiné avec celui de ministre de la Sécurité publique.

## Historique
Le poste est créé pour la première fois en 2003 lorsqu'un ministre d'État en obtient la responsabilité. 
À la création du ministère de la Sécurité publique et de la Protection civile en 2005, les responsabilités de la protection civiles sont assurées par le ministre de la Sécurité publique et de la Protection civile. La mention de la protection civile est ensuite abandonnée en janvier 2006 mais réapparaît en juillet 2013, et maintenue ensuite jusqu'au 26 octobre 2021. 
À cette date la responsabilité est transféré au Président du Conseil privé de la Reine (puis du Roi à partir de 2022) avec le titre (distinct) de ministre de la Protection civile.

## Liste des titulaires
| Titulaire Parti                                                         | Titulaire Parti                                             | Titulaire Parti                                             | Début                                                       | Fin                                                         | Gouvernement     |
| ----------------------------------------------------------------------- | ----------------------------------------------------------- | ----------------------------------------------------------- | ----------------------------------------------------------- | ----------------------------------------------------------- | ---------------- |
| Ministre de la Sécurité publique et de la Protection civile             | Ministre de la Sécurité publique et de la Protection civile | Ministre de la Sécurité publique et de la Protection civile | Ministre de la Sécurité publique et de la Protection civile | Ministre de la Sécurité publique et de la Protection civile | 27e (Martin)     |
|                                                                         |                                                             | Anne McLellan Libéral                                       | 4 avril 2005                                                | 5 février 2006                                              | 27e (Martin)     |
| Fonctions assurées par le ministre de la Sécurité publique.             | Fonctions assurées par le ministre de la Sécurité publique. | Fonctions assurées par le ministre de la Sécurité publique. | 6 février 2006                                              | 14 juillet 2013                                             | 28e (Harper)     |
|                                                                         |                                                             | Steven Blaney Conservateur                                  | 15 juillet 2013                                             | 3 novembre 2015                                             | 28e (Harper)     |
|                                                                         |                                                             | Ralph Goodale Libéral                                       | 4 novembre 2015                                             | 21 novembre 2019                                            | 29e (J. Trudeau) |
|                                                                         |                                                             | Bill Blair Libéral                                          | 21 novembre 2019                                            | 26 octobre 2021                                             | 29e (J. Trudeau) |
| Ministre de la Protection civile                                        |                                                             |                                                             |                                                             |                                                             | 29e (J. Trudeau) |
|                                                                         |                                                             | Bill Blair Libéral                                          | 26 octobre 2021                                             | 25 juillet 2023                                             | 29e (J. Trudeau) |
|                                                                         |                                                             | Harjit Sajjan Libéral                                       | 26 juillet 2023                                             | 14 mars 2025                                                | 29e (J. Trudeau) |
| Fonctions assurées par le ministre de la Sécurité publique.             | Fonctions assurées par le ministre de la Sécurité publique. | Fonctions assurées par le ministre de la Sécurité publique. | 14 mars 2025                                                | 12 mai 2025                                                 | 30e (Carney)     |
| Ministre de la Gestion des urgences et de la Résilience des communautés |                                                             |                                                             |                                                             |                                                             | 30e (Carney)     |
|                                                                         |                                                             | Eleanor Olszewski Libéral                                   | 13 mai 2025                                                 | En fonction                                                 | 30e (Carney)     |

### Postes connexes

#### Ministre d'État à la Protection civile (2003–2004)
| Titulaire Parti | Titulaire Parti | Titulaire Parti          | Début            | Fin             | Gouvernement |
| --------------- | --------------- | ------------------------ | ---------------- | --------------- | ------------ |
|                 |                 | Albina Guarnieri Libéral | 12 décembre 2003 | 19 juillet 2004 | 27e (Martin) |